# Busan Open Challenger 2004
Il Busan Open Challenger 2004 è stato un torneo di tennis facente parte della categoria ATP Challenger Series nell'ambito dell'ATP Challenger Series 2004. Il torneo si è giocato a Pusan in Corea del Sud dal 29 marzo al 4 aprile 2004 su campi in cemento.

## Vincitori

### Singolare
Alexander Peya ha battuto in finale  Lu Yen-hsun con il punteggio di 6–3, 5–7, 6–3.

### Doppio
Sanchai Ratiwatana /  Sonchat Ratiwatana hanno battuto in finale  Satoshi Iwabuchi /  Tasuku Iwami con il punteggio di 6(5)–7, 7–6(1), 6–4.